# Nikdy nejsme sami
Nikdy nejsme sami je český film režiséra Petra Václava z roku 2016, dramatický příběh z českého příhraničí o tom, kam až může lidi dohnat strach a nepříznivá ekonomická situace. Hrají v něm Karel Roden a Lenka Vlasáková i herci z minulého Václavova filmu Cesta ven Klaudia Dudová či Zdeněk Godla.
Film měl premiéru na Berlínském mezinárodním filmovém festivalu v sekci Forum, na festivalu se promítal čtyřikrát a získal zde diváckou cenu čtenářů deníku Der Tagesspiegel.

## Děj
Děj se odehrává v příhraničním městečku, kam se s rodinou nastěhuje primitivní pracovník vězeňské správy s jasně xenofobními a rasistickými názory. Už nesnese pohled na to, kam se společnost ubírá. Komunisty sice rád neměl, ale nafackoval by si, že „zvonil klíči“. Spřátelí se se svým sousedem, nezaměstnaným hypochondrem, který se nechá živit manželkou prodávající v místní samoobsluze. Mají dva syny, z nichž jeden má mentální postižení. Nešťastná a životem unavená manželka se zamiluje do pasáka, který k ní chodí nakupovat. Ten ale miluje jednu ze svých prostitutek, která však čeká na otce svého dítěte, který sedí v nedaleké base, kde pracuje dříve zmíněný bachař. Všichni žijí ubíjející všední život, který je poznamenaný i depresivností okolí. Osudy filmových postav se postupně propletou a propojí tak, že výsledkem je katastrofa, která hluboce poznamená životy všech zúčastněných. Její hlavní příčinou jsou neurózy, myšlenkové bludy a morální selhání dospělých, kteří s sebou strhávají i své děti.

## Obsazení
| Herec           | Role            |
| --------------- | --------------- |
| Karel Roden     | otec hypochondr |
| Lenka Vlasáková | matka           |
| Miroslav Hanuš  | bachař          |
| Zdeněk Godla    | pasák Milan     |
| Klaudia Dudová  | Sylva           |
| Daniel Doubrava | Ferda           |
| Rudolf Tříška   | Robin           |
| David Stropek   | Julek           |

## Výroba
Film se natáčel na podzim roku 2014 v Senicích. Petr Václav spolupracoval jako obvykle s kameramanem Štěpánem Kučerou. V kombinacích barevného a černobílého obrazu nabízí netradiční obrazový pohled do nitra jednotlivých postav.

## Ocenění
Film získal pět nominací na Českého lva za rok 2016, Cenu české filmové kritiky za nejlepší mužský herecký výkon (Miroslav Hanuš) a cenu diváků na filmovém festivalu Berlinale 2016, kde měl premiéru.

## Recenze
- František Fuka, FFFilm
- Mirka Spáčilová, iDNES.cz